# Paul Edwards
Paul Edwards (Viena, 2 de septiembre de 1923 - Nueva York, 9 de diciembre de 2004) fue un filósofo moral austríaco-estadounidense. Fue el redactor jefe de ocho volúmenes de la Encyclopedia of Philosophy (de 1967) de la editorial MacMillan, y dio clases en la Universidad de Nueva York, el Brooklyn College y la New School for Social Research desde 1960 hasta los años noventa.

## Vida y carrera
Paul Edwards nació con el nombre de Paul Eisenstein en Viena (Austria) de padres judíos asimilados.
Fue el menor de tres hermanos. Según Peter Singer, su educación no fue religiosa. Se distinguió desde el principio como un estudiante talentoso y fue admitido en el Akademisches Gymnasium, una prestigiosa escuela secundaria vienés. Cuando Alemania se anexionó Austria en 1938, Edwards fue enviado por su familia a Escocia (Reino Unido). Más tarde se reunió con ellos en Melbourne (Australia), donde su padre les cambió el apellido Eisenstein (evidentemente judío) por Edwards. Terminó la secundaria en la Melbourne High School, graduándose como «dux» (‘duque’) de la escuela. Después ingresó en la Universidad de Melbourne donde estudió filosofía y completó una licenciatura y un máster.
Obtuvo una beca para estudiar en Inglaterra en 1947, pero en el camino, se detuvo en Nueva York y se quedó allí por el resto de su vida ―aparte de un breve período de docencia en la Universidad de California en Berkeley―.
En 1951 obtuvo un doctorado en la Universidad Columbia.
Mientras escribía su tesis doctoral se puso en contacto con el filósofo y matemático británico Bertrand Russell porque compartía el escepticismo de este acerca de la creencia religiosa. Esto llevó a una amistad duradera y una serie de proyectos conjuntos. Edwards recopiló escritos de Russell acerca de la religión y en 1957 los hizo publicar, con un apéndice sobre «el caso de Bertrand Russell», bajo el título «Por qué no soy cristiano».
Fue profesor en la Universidad de Nueva York hasta 1966, en el Brooklyn College desde entonces hasta 1986, y en la New School desde 1960 hasta 1999.
Michael Wreen caracterizó a Edwards como «una mezcla entre un filósofo analítico y un philosophe», con «un profundo respeto por la ciencia y el sentido común». Su considerable influencia en la filosofía moral provenía de dos obras que editó, un libro introductorio muy ampliamente utilizado él coeditó con Arthur Pap: A modern introduction to philosophy (Introducción a la filosofía moderna, 1965), y la famosa Encyclopedia of Philosophy, de ocho volúmenes, un inmenso trabajo texto de la Ilustración con notable sensibilidad analítica».
Fue uno de los firmantes del Manifiesto Humanista.
Un amigo escribió en su obituario:

Los que conocieron a Edwards siempre recordarán su erudición y su gran sentido del humor [...] Si se conocía el ingenio mordaz de Paul, no es de extrañar que admirase tanto a Voltaire y Russell [.....] Sin ocultar nunca su propia incredulidad, a menudo comentaba que sus dos objetivos principales eran la demolición de la influencia de Heidegger y mantener viva la memoria de Wilhelm Reich, psicoanalista tan denigrado, cuyas críticas contra la religión Edwards sentía que seguían siendo válidas.

Edwards también simpatizaba con el filósofo danés Søren Kierkegaard, aunque detestaba a los admiradores existencialistas kierkegaardianos como Heidegger y William Barrett, que confundieron y tergiversaron la terminología de Kierkegaard.

## Wilhelm Reich
Edwards dijo que cuando llegó a Nueva York en 1947, el psicoanalista Wilhelm Reich era el escritor más mencionado en la ciudad, y que por años él y sus amigos consideraron que Reich era «algo parecido a un mesías»: «Había... un sentimiento generalizado de que Reich tenía una original y penetrante comprensión de los problemas de la raza humana».
Veinte años después, como redactor jefe de la Enciclopedia de Filosofía (Encyclopedia of Philosophy), Edwards escribió un artículo acerca de Reich, que comprende once páginas (en comparación con las cuatro páginas dedicadas a Sigmund Freud), que es el único texto serio de un conocido filósofo acerca de Reich. Edwards señaló qué es lo que les interesa a los filósofos acerca de Reich: sus puntos de vista sobre el origen de las necesidades religiosas y metafísicas, la relación entre el individuo y la sociedad, la posibilidad de progreso social, y, sobre todo, las implicaciones de su psiquiatría para determinados aspectos del problema mente-cuerpo. Una versión abreviada de este artículo apareció en la Encyclopedia of unbelief (Enciclopedia de la incredulidad).
En el artículo de la enciclopedia, Edwards omitió mencionar la orgonterapia de Reich, porque consideró que «no es de interés filosófico». Pero en una entrevista con la BBC (en Londres), dijo algo más:

Concedo que Reich no era realmente competente como físico. [...] Al mismo tiempo, estoy absolutamente convencido de que la teoría del orgón no puede ser un completo disparate. Durante unos cuantos años ―en gran parte por curiosidad―, me senté una vez al día sobre un acumulador de orgón.
I concede that Reich had no real competence as a physicist. [...] At the same time I am quite convinced that the orgone theory cannot be complete nonsense. For a number of years, largely out of curiosity, I sat in an orgone accumulator once a day.
Paul Edwards

## Obras

### Libros
- 1949: Bertrand Russell's Doubts About Induction
- 1950: The Logic of Moral Discourse
- 1957: A modern introduction to philosophy; readings from classical and contemporary sources (coeditado con Arthur Pap).
- 1958: Hard and Soft Determinism, in Sidney Hook (ed.), Determinism and Freedom in the Age of Modern Science. Collier-Macmillan. pp. 117--25
- 1959: The Cosmological Argument
- 1966: Ethics and Language
- 1967: Atheism
- 1967: Encyclopedia of Philosophy (8 volúmenes), redactor jefe
- 1969: Ethics and Atheism
- 1970: Buber and Buberism
- 1979: Heidegger on Death
- 1989: Voltaire, selecciones, edición con introducción, notas y bibliografía anotada
- 1991: Immortality
- 2001: Reincarnation: A Critical Examination
- 2004: Heidegger's Confusions
- 2009: God and the Philosophers (póstumo).

### Artículos selectos
- 1971: «Kierkegaard and the “Truth” of Christianity», artículo en inglés en la revista Philosophy: The Journal for the Royal Institute of Philosophy. Universidad de Cambridge: Cambridge Journals, 1971.
- 1986-1987: «The case against reincarnation», artículo en inglés en la revista Free Inquiry, serie en cuatro partes.